# 고운 (북연)
연 혜의황제 고운(燕 惠懿皇帝 高雲, ? ~ 409년)은 북연의 초대 천왕이자 추존 황제로, 자는 자우(子雨)이다. 본래 고구려 혈통이었으나, 고국원왕 치세에 조부 고화(高和)가 전연으로 끌려오면서 전연에 정착하였다. 모용보의 양자였기 때문에 모용운(慕容雲)이라고도 불린다.

## 생애

### 즉위 이전
후연의 제2대 황제 혜민제(惠閔帝) 모용보가 태자로 있었을 때, 고운은 무관으로서 모용보를 섬겼다. 모용보가 등극한 후 시어랑(侍御郞) 벼슬을 받았으나 병으로 인해 얼마 가지 않아 물러났다.
그는 397년, 모용보의 서자 모용회가 반란을 일으켜 궁궐을 공격하자 군사를 거느리고 싸워 반란군을 진압했다. 이 공으로 인해 모용보의 양자가 되고 석양공(夕陽公)이 되는 한편 모용씨를 하사받았는데, 이후 모용운(慕容雲)이라는 이름을 썼다. 그는 생각이 깊고 차분한 성격이었다고 전해지는데, 훗날 북연의 두 번째 황제가 되는 풍발과 두터운 친교를 쌓게 된다.
후연의 제4대 황제 소문제(昭文帝) 모용희는 성격이 광포한 폭군이었다. 407년 황후인 부씨(苻氏)가 죽자 신하들에게 큰 소리로 곡하게 한 다음 크게 울지 않는 자들을 처벌한 것이 발단이 되었는데, 풍발은 고운을 추대할 거사계획을 알리고 황제가 되도록 부추겼다.
고운은 썩 내켜하지 않았으나 풍발 등이 뜻을 굽히지 않자 어쩔 수 없이 동의하였다. 모용희가 황후의 장례식 때 상여를 몸소 메고 성 밖으로 나간 것을 틈타 성문을 닫고 모용희에 대해 반감을 가졌던 백성들의 동조를 얻은 후 모용희가 수도인 용성(龍城)에 돌아오는 것을 거부했다. 모용희는 군사를 거느리고 용성을 공격했으나 도리어 붙잡혀 죽임을 당했다.
《진서》 모용희 재기에 따르면 이에 앞서 "볏짚 하나 묶어, 두 머리를 태우네. 대머리의 어린 아들이 와서 연을 멸하리"라는 참요가 떠돌았는데, 볏짚(藳)에서 위의 초두머리(艹)와 아래의 벼화(禾)변을 지우면 고(高)자가 되며, 고운의 아버지 고발(高拔)의 어릴 적 이름이 바로 대머리라는 뜻의 독두(禿頭)였다고 한다.

### 치세
고운은 음력 4월에 황제로 즉위하였고 자신의 성을 본래의 성인 고(高)씨로 되돌렸다. 스스로를 천왕(天王)으로 칭하고 연호를 정시(正始)라 하고 죄수들에 대한 사면령을 내리는 한편 거사를 주도한 풍발을 시중(侍中)으로 삼았다.
나라 이름은 그대로 대연(大燕)이라 하였으나 오늘날은 모용씨가 지배하던 시기와 구분하여 모용희가 지배하던 때까지를 후연(後燕), 고운의 등극 이후를 북연(北燕)으로 구분하고 있다.
408년에는 고구려 광개토태왕이 사신을 보내 종족의 예를 베푸니, 고운도 북연의 시어사(侍御史) 이발(李拔)을 보내어 이에 답례하였다는 기록이 《삼국사기》에 나오는 것으로 보아 고운이 고구려 왕족 혈통이라는 것에 주목하여 광개토대왕이 두 나라의 연대를 강화하고 고구려에 이득이 되는 상황을 만들려 했음을 알 수 있다. 또한, 같은 해에 고운은 부인 이(李)씨를 황후로, 아들 고팽성을 황태자로 책봉하였다.
재위 3년째인 409년 겨울, 고운은 총신(寵臣)인 이반(離班)과 도인(桃仁)에게 암살당했다. 암살자들을 처단하고 고운의 뒤를 이어 즉위한 풍발이 혜의황제(惠懿皇帝)라는 시호를 올렸다.

## 가계
- 아내 : 이황후(李皇后)
- 아들 : 고팽성(高彭城)

## 대중 문화속에 나타나는 고운
- 《태왕사신기》(MBC, 2007년, 배우:정재곤)
- 《광개토태왕》(KBS, 2011년~2012년, 배우:김승수)

## 참고 문헌
- 《진서》
- 《자치통감》